# John Billingsley
John Billingsley (Media, 20 de maio de 1960) é um ator americano.